# Ергард (Міннесота)
Ергард (англ. Erhard) — місто (англ. city) в США, в окрузі Оттер-Тейл штату Міннесота. Населення — 132 особи (2020).

## Географія
Ергард розташований за координатами 46°28′54″ пн. ш. 96°5′46″ зх. д. / 46.48167° пн. ш. 96.09611° зх. д. (46.481666, -96.096175).  За даними Бюро перепису населення США в 2010 році місто мало площу 1,45 км², з яких 1,41 км² — суходіл та 0,04 км² — водойми.

## Демографія
Згідно з переписом 2010 року, у місті мешкало 148 осіб у 65 домогосподарствах у складі 43 родин. Густота населення становила 102 особи/км².  Було 70 помешкань (48/км²).
Расовий склад населення:
| - 98,0 % — білих - 2,0 % — корінних американців |

До двох чи більше рас належало 0,0 %. Частка іспаномовних становила 0,0 % від усіх жителів.
За віковим діапазоном населення розподілялося таким чином: 23,6 % — особи молодші 18 років, 56,8 % — особи у віці 18—64 років, 19,6 % — особи у віці 65 років та старші. Медіана віку мешканця становила 48,0 року. На 100 осіб жіночої статі у місті припадало 94,7 чоловіків;  на 100 жінок у віці від 18 років та старших — 91,5 чоловіків також старших 18 років.
Середній дохід на одне домашнє господарство  становив 87 548 доларів США (медіана — 39 286), а середній дохід на одну сім'ю — 51 605 доларів (медіана — 40 833). За межею бідності перебувало 16,4 % осіб, у тому числі 53,8 % дітей у віці до 18 років та 2,4 % осіб у віці 65 років та старших.
Цивільне працевлаштоване населення становило 55 осіб. Основні галузі зайнятості: освіта, охорона здоров'я та соціальна допомога — 23,6 %, роздрібна торгівля — 20,0 %, виробництво — 14,5 %.